# Jaco de Bakker
Jacobus Willem "Jaco" de Bakker (Ede, 7 de março de 1939 — Amsterdam, 13 de dezembro de 2012) foi um informático neerlandês.
De Bakker obteve um doutorado em 1967 na Universidade de Amsterdam, orientado por Adriaan van Wijngaarden, com a tese Formal Definition of Programming Languages: with an Application to the Definition of ALGOL 60. A partir de 1973 foi também Professor de informática na Universidade Livre de Amsterdam, onde foi em 2002 professor emérito.
Em 1990 foi membro da Academia Europaea. Em 1989 tornou-se membro da Academia Real das Artes e Ciências dos Países Baixos e em 2002 recebeu a comenda de cavaleiro da Ordem do Leão Neerlandês.

## Obras
- Mathematical Theory of Program Correctness, Prentice-Hall, 1980.
- com Erik de Vink: Control flow semantics, MIT Press, 1996.